# Куртароло
Куртароло (італ. Curtarolo, вен. Curtaroło) — муніципалітет в Італії, у регіоні Венето, провінція Падуя.
Куртароло розташоване на відстані близько 410 км на північ від Рима, 45 км на захід від Венеції, 13 км на північ від Падуї.
Населення — 7301 особа (2014).
Покровитель — Madonna di Tessara.

## Демографія
Населення за роками:

Станом на 1 січня 2023 року в муніципалітеті офіційно проживало 749 іноземців з 40 країн, серед них 507 громадян країн Євросоюзу та 20 громадян України.

## Сусідні муніципалітети
- Кампо-Сан-Мартіно
- Лімена
- П'яццола-суль-Брента
- Сан-Джорджо-делле-Пертіке
- Вігодарцере